# Añover de Tormes
Añover de Tormes es un municipio y localidad española de la provincia de Salamanca, en la comunidad autónoma de Castilla y León. Se integra dentro de la comarca de la Tierra de Ledesma. Pertenece al partido judicial de Salamanca y a la Mancomunidad Comarca de Ledesma.
Su término municipal está formado por las localidades de Añover de Tormes y Palacinos, ocupa una superficie total de 20,24 km² y según los datos demográficos recogidos en el padrón municipal elaborado por el INE en el año 2020, cuenta con una población de 89 habitantes y una densidad de 4,40 hab./km².

## Historia

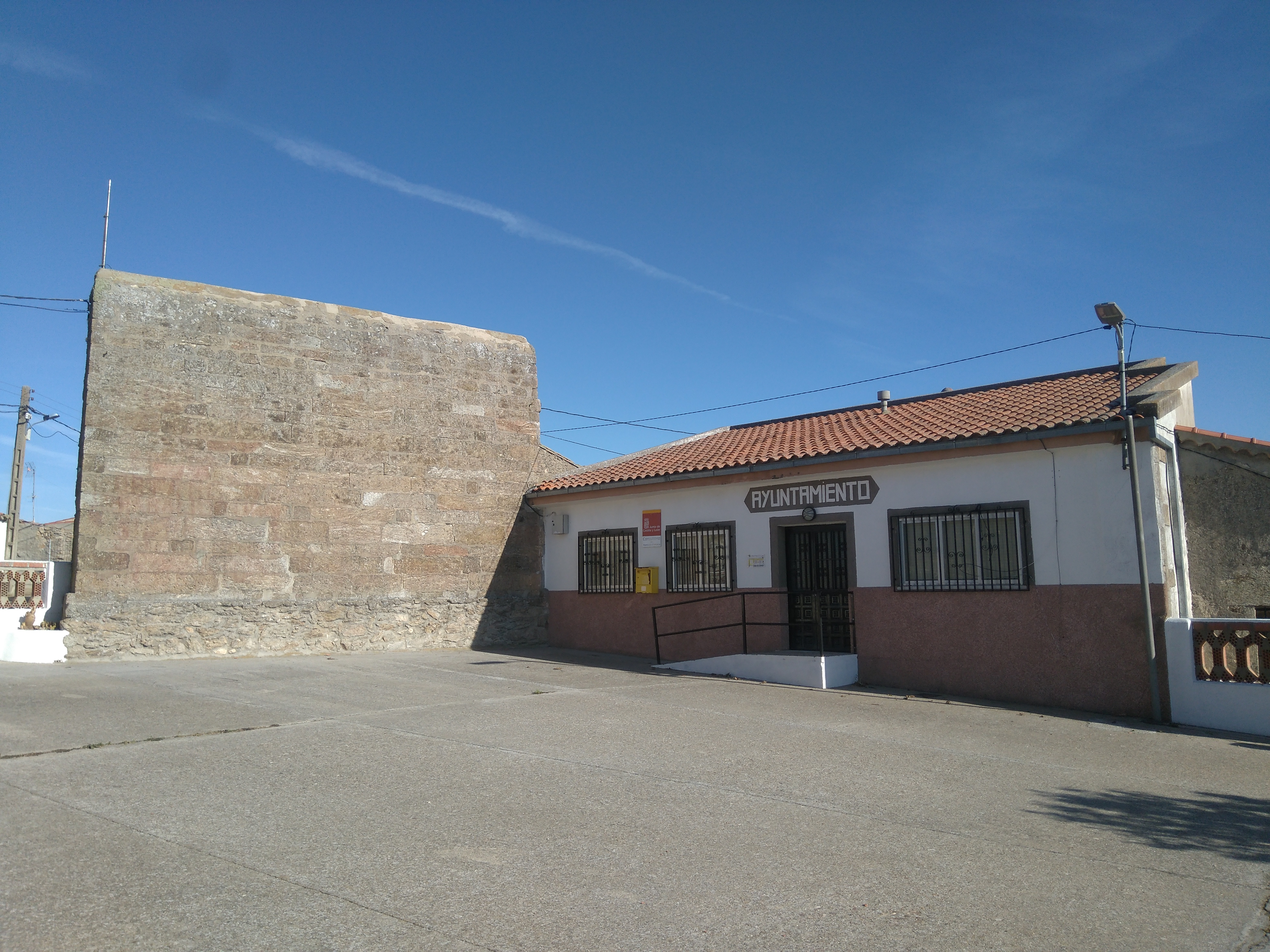
Casa consistorial y frontón.

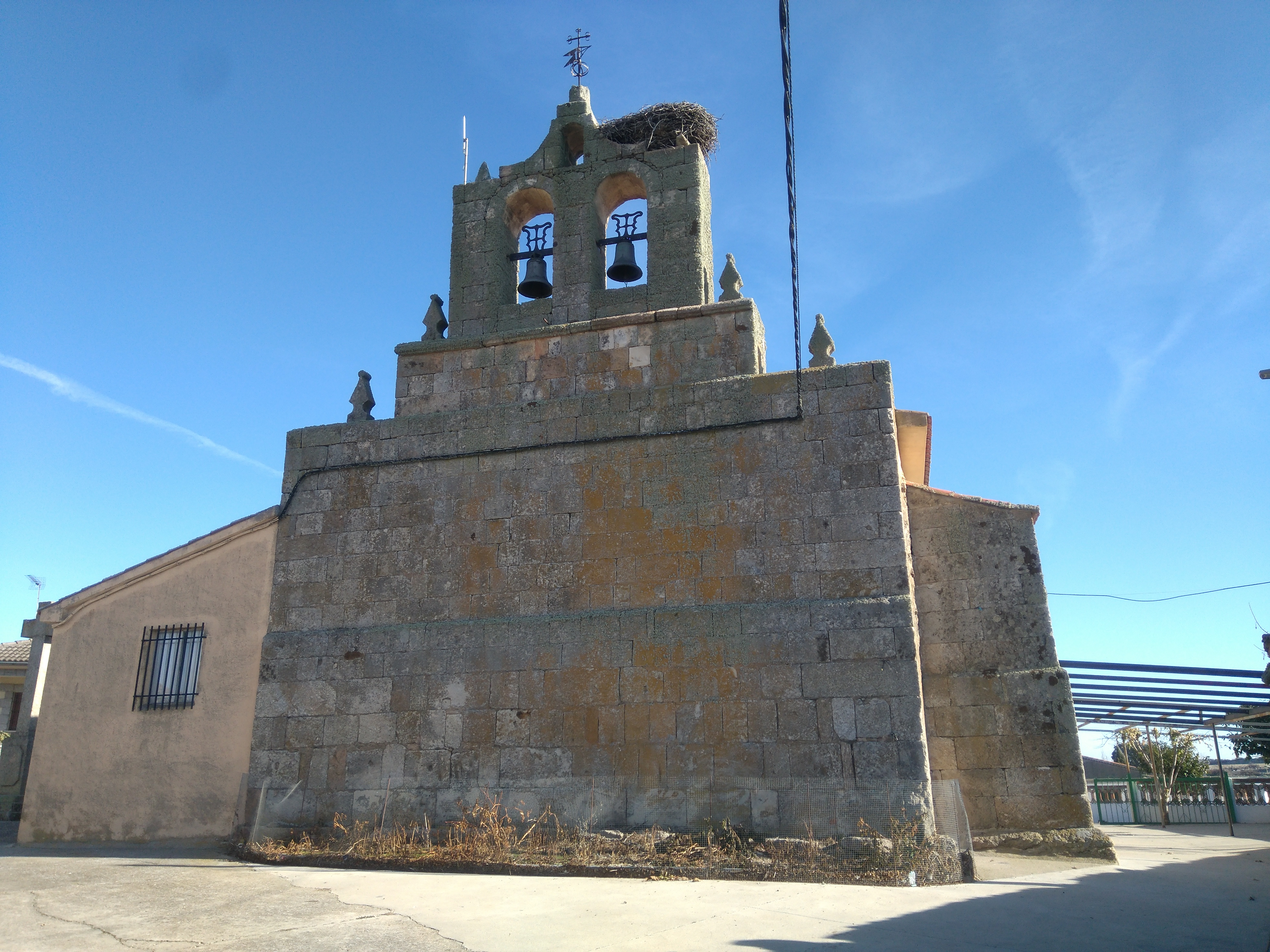
Iglesia de Santa Cruz.

La fundación de Añover fue realizada tras la reconquista de Ledesma, Juzbado, Guadramiro o Salamanca por Ramiro II de León en el siglo X. El 18 de noviembre de 1609 el rey Felipe III de España creó el condado de Añover de Tormes, siendo su primer titular Juan Niño de Guevara, comendador de Mohernando de la Orden de Calatrava y hermano del Inquisidor General de España y Arzobispo de Sevilla Fernando Niño. Con la creación de las actuales provincias en 1833, Añover de Tormes quedó encuadrado en la provincia de Salamanca, dentro de la Región Leonesa.

## Demografía
Cuenta con una población de 89 habitantes (INE 2024).
| Gráfica de evolución demográfica de Añover de Tormes entre 1842 y 2021                                                |
| |
| Población de derecho según los censos de población del INE. Población de hecho según los censos de población del INE. |

### Núcleos de población
El municipio se divide en dos núcleos de población (Añover y Palacinos), que poseían la siguiente población en 2020 según el INE.
| Núcleo de población | Población |
| ------------------- | --------- |
| Añover de Tormes    | 74        |
| Palacinos           | 15        |

### Transportes
El municipio está relativamente bien comunicado por carretera, de la capital municipal surge la carretera SA-CV-131 que comunica en sentido este con Torresmenudas y que a través de la carretera DSA-510 permite comunicar con los vecinos municipios de Forfoleda y Calzada de Valdunciel, donde existe una salida de la autovía Ruta de la Plata que une Gijón con Sevilla, permitiendo dirigirse tanto a Zamora y el norte peninsular como a la capital provincial y el sur del país. Atraviesa además el término municipal sentido norte sur la carretera DSA-512 que une Santiz con Zamayón.
El transporte público en cambio es inexistente, pues no existen comunicaciones de autobús regulares ni servicios ferroviarios y el aeropuerto más cercano es el aeropuerto de Salamanca, a 58 km de distancia.

## Administración y política
| Partido político                              | 2019  | 2019  | 2019       | 2015  | 2015  | 2015       | 2011  | 2011  | 2011       | 2007  | 2007  | 2007       | 2003  | 2003  | 2003       |
| Partido político                              | %     | Votos | Concejales | %     | Votos | Concejales | %     | Votos | Concejales | %     | Votos | Concejales | %     | Votos | Concejales |
| Ciudadanos (Cs)                               | 76,47 | 52    | 3          | 52,31 | 34    | 2          | —     | —     | —          | —     | —     | —          | —     | —     | —          |
| Partido Popular (PP)                          | 19,12 | 13    | 0          | 33,85 | 22    | 1          | 54,02 | 47    | 3          | 50,00 | 37    | 4          | 60,00 | 45    | 4          |
| Partido Socialista Obrero Español (PSOE)      | —     | —     | —          | 4,62  | 3     | 0          | 22,99 | 30    | 0          | 27,03 | 20    | 0          | 22,67 | 17    | 0          |
| Coalición SI por Salamanca (SI)               | —     | —     | —          | —     | —     | —          | 17,24 | 15    | 0          | —     | —     | —          | —     | —     | —          |
| Independientes                                | —     | —     | —          | —     | —     | —          | —     | —     | —          | 39,19 | 29    | 1          | —     | —     | —          |
| Unión del Pueblo Salmantino (UPSa)            | —     | —     | —          | —     | —     | —          | —     | —     | —          | —     | —     | —          | 2,04  | 2     | 0          |
| Unidad Regionalista de Castilla y León (URCL) | —     | —     | —          | —     | —     | —          | —     | —     | —          | 8,11  | 6     | 0          | —     | —     | —          |